# Селчоара (Яломіца)
Селчоара (рум. Sălcioara) — село у повіті Яломіца в Румунії. Входить до складу комуни Селчоара.
Село розташоване на відстані 63 км на схід від Бухареста, 38 км на захід від Слобозії, 145 км на захід від Констанци, 133 км на південний захід від Галаца.

## Населення
За даними перепису населення 2002 року у селі проживали 1304 особи, усі — румуни. Усі жителі села рідною мовою назвали румунську.